# فرودگاه محلی سنت کلاود
فرودگاه محلی سنت کلاود (به انگلیسی: St. Cloud Regional Airport) یک فرودگاه همگانی با کد یاتا STC است که یک باند فرود بتن دارد و طول باند آن ۲۱۳۴ متر است. این فرودگاه در کشور ایالات متحده آمریکا قرار دارد و در ارتفاع ۳۱۴٫۲ متری از سطح دریا واقع شده است.